# 공주복수기
공주복수기(公主復仇記: Beyond Our Ken)는 홍콩에서 제작된 팡호청 감독의 2004년 영화이다. 질리안 청 등이 주연으로 출연하였다.

## 출연

### 주연
- 질리안 청
- 도홍
- 오언조
- 첨서문
- 황가락
- 엠마 웡

## 같이 보기
- 진관희 음란 사진 유출 사건